# Punktreihe
Als Punktreihe bezeichnet man in der projektiven Geometrie oder Geometrie der Lage die Menge aller Punkte, die mit einer Geraden inzidieren, d. h. die in einer Geraden liegen. Sie ist ein Grundgebilde erster Stufe. Eine Punktreihe enthält genau einen Fernpunkt.